# 王明庥
王明庥（1932年3月12日—2023年11月18日），男，出生于湖北省武汉市，中国共产党党员，林木遗传育种学家，林学家，林业教育家，中国工程院院士，曾任南京林业大学校长、教授，杨树遗传改良和育种领域的开拓者与奠基人，国家林业局专家咨询委员会委员。

## 生平
1961年获前苏联莫斯科森林工程学院副博士学位。1994年当选为中国工程院院士。